# آدام اسمیت (بازیکن فوتبال، زاده ۱۹۹۲)
آدام اسمیت (انگلیسی: Adam Smith؛ زادهٔ ۲۳ نوامبر ۱۹۹۲) بازیکن فوتبال اهل بریتانیا است.
از باشگاه‌هایی که در آن بازی کرده‌است می‌توان به نورث‌همپتون تاون، لینکولن سیتی، لستر سیتی، چسترفیلد، نانیتون تاون، استیونج، کمبریج یونایتد و منزفیلد تاون اشاره کرد.